# Philip Powell
Philp Powell (Trallong, 2 febbraio 1594 – Tyburn, 30 giugno 1646) è stato un avvocato e beato britannico, martirizzato durante il periodo della ricusanza.

## Biografia

### Giovinezza
Philip Powell nacque il 2 febbraio 1594 a Trallong, un villaggio nel Galles, in una famiglia medio benestante. Divenne ben presto uno studente di diritto ed ebbe come professore David Baker, stimato docente che si sarebbe successivamente convertito al cattolicesimo, unendosi ai benedettini e prendendo il nome religioso di Augustine Baker. All'età di sedici anni, Philip Powell andò a studiare in una delle Inns of Court a Londra, laureandosi in diritto e incominciando a esercitare la professione di avvocato.

### Sacerdozio
Dopo quattro anni, si convertì al cattolicesimo, entrando a far parte dell'ordine benedettino nella comunità di San Gregorio a Douai, comune situato nel nord della Francia. Nel 1618 fu invece ordinato sacerdote e nel 1622 abbandonò Douai per andare in missione in Inghilterra. Intorno al 1624, divenne infatti cappellano della ricca famiglia Poyntz, traferendosi a Leighland, ove questi abitavano.
Quando nel 1642 scoppiò la guerra civile inglese, per timore d'esser catturato dalle truppe puritane, si ritirò a vivere in campagna, tra i villaggi di Yarnscombe e Parkham. Tuttavia, successivamente, prestò servizio per sei mesi come cappellano nell'armata cattolica dell'esercito del colonnello George Goring, all'epoca stanziata in Cornovaglia. Quando Goring fu sconfitto, Philip Powell tentò nuovamente di fuggire imbarcandosi per il Galles meridionale. Tuttavia, la sua nave fu intercettata dai puritani il 22 febbraio 1646 e l'equipaggio arrestato lo stesso giorno. Powell fu riconosciuto e denunciato come prete.

## Martirio
Powell fu denunciato di essere un prete e l'11 maggio del 1646 fu condotto nella prigione di Santa Caterina, situata a Southwark, un quartiere di Londra e ove, a causa della scarsa igiene, si ammalò di pleurite.  Il suo processo si svolse il 9 giugno, nel Palazzo di Westminster. Philip Powell fu condannato a morte e ucciso tramite impiccagione, sventramento e squartamento a Tyburn il 30 giugno. Secondo gli atti del suo processo, quando fu formulata la sentenza, Philip Powell, alzando il capo, avrebbe esclamato: "Oh, cosa ho fatto io affinché Dio mi onorasse così, facendomi morire per il suo amore?".
Philip Powell fu beatificato da Papa Pio XI nel 1929, mentre il martirologio lo ricorda il 30 giugno, giorno della sua morte.